# Strojec (województwo mazowieckie)
Strojec – wieś w Polsce położona w województwie mazowieckim, w powiecie warszawskim zachodnim, w gminie Kampinos. Ma status sołectwa.
| SIMC    | Nazwa | Rodzaj    |
| ------- | ----- | --------- |
| 1058190 | Brogi | część wsi |

W latach 1975–1998 miejscowość położona była w województwie warszawskim.